# Bankimnagar
Bankimnagar es una ciudad censal situada en el distrito de Tripura occidental en el estado de Tripura (India). Su población es de 11949 habitantes (2011). Se encuentra a 17 km de Agartala, la capital del estado.

## Demografía
Según el censo de 2011 la población de Bankimnagar era de 11949 habitantes, de los cuales 6088 eran hombres y 5861 eran mujeres. Bankimnagar tiene una tasa media de alfabetización del 83,83%, inferior a la media estatal del 87,22%: la alfabetización masculina es del 86,76%, y la alfabetización femenina del 80,82%.